# Tour du Portugal 2012
La 74e édition du Tour du Portugal a lieu du 15 au 26 août 2012. La course, qui est inscrite au calendrier de l'UCI Europe Tour 2011 en catégorie 2.1, est composée de 10 étapes en ligne et d'un prologue.

## Les équipes
17 équipes sont invitées à l'édition 2011 du Tour du Portugal.
| N.      | Code | Équipe                       | Niveau                              |
| ------- | ---- | ---------------------------- | ----------------------------------- |
| 1-9     | CPT  | Carmim-Prio                  | Équipe continentale                 |
| 11-19   | EGL  | Efapel-Glassdrive            | Équipe continentale                 |
| 21-29   | LAA  | LA-Antarte                   | Équipe continentale                 |
| 31-39   | OND  | Onda                         | Équipe continentale                 |
| 41-49   | POR  | Equipe nationale du Portugal |                                     |
| 51-59   | FUN  | Funvic-Pindamonhangaba       | Équipe continentale                 |
| 61-69   | CAJ  | Caja Rural                   | Équipe continentale professionnelle |
| 71-79   | AND  | Andalucía                    | Équipe continentale professionnelle |
| 81-89   | ORB  | Orbea Continental            | Équipe continentale                 |
| 91-99   | BUR  | Burgos BH-Castilla y León    | Équipe continentale                 |
| 101-109 | COL  | Colombia-Coldeportes         | Équipe continentale professionnelle |
| 111-118 | SUR  | Saur-Sojasun                 | Équipe continentale professionnelle |
| 121-129 | UHC  | UnitedHealthcare             | Équipe continentale professionnelle |
| 131-138 | IKA  | Itera-Katusha                | Équipe continentale                 |
| 141-149 | LOK  | Lokosphinx                   | Équipe continentale                 |
| 151-159 | MTN  | MTN Qhubeka                  | Équipe continentale                 |
| 161-169 | TBO  | Team Bonitas                 | Équipe continentale                 |

## Les étapes
| Détail         | Date    | Villes étapes                             | km    | Vainqueur d'étape           | Leader du classement général |
| Prologue       | 15 août | Castelo Branco - Castelo Branco           | 2,2   | Reinardt Janse van Rensburg | Reinardt Janse van Rensburg  |
| 1re étape      | 16 août | Termas Monfortinho - Oliveira do Hospital | 200,8 | Jay Robert Thomson          | Jay Robert Thomson           |
| 2e étape       | 17 août | Oliveira do Bairro - Trofa                | 190,7 | Francesco Lasca             | Jay Robert Thomson           |
| 3e étape       | 18 août | Vila Nova de Cerveira - Fafe              | 176,1 | César Fonte                 | Jay Robert Thomson           |
| 4e étape       | 19 août | Viana do Castelo - Mondim de Basto        | 151,9 | Rui Sousa                   | Hugo Sabido                  |
| 5e étape       | 20 août | Armamar - Oliveira de Azeméis             | 176,6 | Sérgio Ribeiro              | Hugo Sabido                  |
| 6e étape       | 21 août | Aveiro - Viseu                            | 184,1 | Jason McCartney             | Hugo Sabido                  |
| 7e étape       | 23 août | Gouveia - Sabugal                         | 185.3 | Kai Reus                    | Hugo Sabido                  |
| 8e étape       | 24 août | Guarda - Seia                             | 154,9 | David Blanco                | David Blanco                 |
| 9e étape (clm) | 25 août | Pedrógão Grande - Leiria                  | 32,6  | Alejandro Marque            | David Blanco                 |
| 10e étape      | 26 août | Sintra - Lisbonne                         | 149,5 | Reinardt Janse van Rensburg | David Blanco                 |

## Évolution des classements
| Étape            | Vainqueur                   | Classement général          | Classement par points       | Classement de la montagne | Classement du meilleur jeune | Classement par équipes |
| ---------------- | --------------------------- | --------------------------- | --------------------------- | ------------------------- | ---------------------------- | ---------------------- |
| Prologue         | Reinardt Janse van Rensburg | Reinardt Janse van Rensburg | Reinardt Janse van Rensburg | Non-attribué              | Reinardt Janse van Rensburg  | LA-Antarte             |
| 1                | Jay Thomson                 | Jay Robert Thomson          | Jay Robert Thomson          | Jay Robert Thomson        | José Gonçalves               | UnitedHealthcare       |
| 2                | Francesco Lasca             | Jay Robert Thomson          | Hugo Sabido                 | Jay Robert Thomson        | José Gonçalves               | UnitedHealthcare       |
| 3                | César Fonte                 | Jay Robert Thomson          | Hugo Sabido                 | Jay Robert Thomson        | José Gonçalves               | UnitedHealthcare       |
| 4                | Rui Sousa                   | Hugo Sabido                 | Hugo Sabido                 | Jay Robert Thomson        | David de la Cruz             | Efapel-Glassdrive      |
| 5                | Sérgio Ribeiro              | Hugo Sabido                 | Reinardt Janse van Rensburg | Rui Sousa                 | David de la Cruz             | Efapel-Glassdrive      |
| 6                | Jason McCartney             | Hugo Sabido                 | Reinardt Janse van Rensburg | Rui Sousa                 | David de la Cruz             | Efapel-Glassdrive      |
| 7                | Kai Reus                    | Hugo Sabido                 | Reinardt Janse van Rensburg | Rui Sousa                 | David de la Cruz             | Efapel-Glassdrive      |
| 8                | David Blanco                | David Blanco                | Sérgio Ribeiro              | Rui Sousa                 | David de la Cruz             | Efapel-Glassdrive      |
| 9                | Alejandro Marque            | David Blanco                | Reinardt Janse van Rensburg | Rui Sousa                 | David de la Cruz             | Efapel-Glassdrive      |
| 10               | Reinardt Janse van Rensburg | David Blanco                | Reinardt Janse van Rensburg | Rui Sousa                 | David de la Cruz             | Efapel-Glassdrive      |
| Classement final | Classement final            | David Blanco                | Reinardt Janse van Rensburg | Rui Sousa                 | David de la Cruz             | Efapel-Glassdrive      |